# Claudas
Claudas è un immaginario sovrano franco che appare nelle leggende arturiane. 
Il suo regno viene chiamato "Terre Deserte" o "Land Laid Waste", così chiamato a seguito delle devastazioni fatte da Uther Pendragon. Claudas dichiarò guerra a Ban e a re Bors il Vecchio all'inizio del regno di Artù, riuscendo a conquistare molte delle loro terre. Sebbene Ban e Bors aiutino Artù nelle sue guerre contro i sovrani ribelli in Britannia, egli non riesce a inviargli aiuti per fronteggiare Claudas. Fu proprio combattendo contro quest'ultimo che Bors trovò la morte. 
I figli di quest'ultimo, Bors il Giovane e Lionel, furono presi in ostaggio da Claudas, che li allevò alla sua corte. Quando Ban morì, suo figlio Lancillotto fu preso e allevato dalla Dama del Lago nel suo palazzo subacqueo. Una volta cresciuti i due fratelli uccisero il figlio di Claudas, Dorin, raggiungendo poi il cugino Lancillotto presso la Dama del Lago. Tutti e tre si recarono poi a Camelot, diventando cavalieri della Tavola Rotonda. 
L'anno successivo Caudas fece prigioniero un cugino di Ginevra. Artù, Bors e Lionel decisero allora di regolare i conti col sovrano nemico. Lo sconfissero e gli tolsero tutte le terre per implementarle al vasto impero di Re Artù. Così il vecchio sovrano si rifugiò, ormai in disgrazia, a Roma. Il figlio di Claudas, il Claudin, divenne invece un eccellente cavaliere e un uomo virtuoso e alla fine insieme ad altri cavalieri si recò alla ricerca del Sacro Graal. È probabile che la figura di Claudas sia basata si quelle storiche di alcuni sovrani franchi, soprattutto Clodio e Clodoveo II. Le sue conquiste assomigliano a quelle di Clodoveo e a volte viene considerato un antenato di quest'ultimo.